# Palladium(II)-iodid
Palladium(II)-iodid ist eine anorganische chemische Verbindung des Palladiums aus der Gruppe der Iodide.

## Gewinnung und Darstellung
Palladium(II)-iodid kann durch Reaktion einer stark verdünnten Lösung von Palladium in Salpetersäure mit Natriumiodid bei 80 °C gewonnen werden.
Die Hochtemperaturmodifikation α-Palladium(II)-iodid kann durch Umsetzung der Elemente bei einer Reaktionstemperatur oberhalb von
600 °C dargestellt werden. Die γ-Modifikation entsteht als feinkristallines, nahezu röntgenamorphes Pulver durch Fällung von Palladium(II)-Verbindungen mit Iod-Salzen aus wässriger H2PdCl4-Lösung bei Raumtemperatur. Beim Erhitzen dieser Modifikation in verdünnter Iodwasserstoff-Lösung wandelt sich diese ab ca. 140 °C in die β-Phase um.

## Eigenschaften
Palladium(II)-iodid ist ein nahezu röntgenamorphes, schwarzes Pulver. Es ist unlöslich in Säuren, aber löslich in einer Kaliumiodid-Lösung. Die Verbindung kommt in drei Modifikationen vor. Die α-Modifikation besitzt eine orthorhombische Kristallstruktur mit der Raumgruppe Pnmn (Raumgruppen-Nr. 58, Stellung 5).